# Mistrzostwa Ameryki Środkowej i Karaibów juniorów w lekkoatletyce
Mistrzostwa Ameryki Środkowej i Karaibów juniorów w lekkoatletyce – międzynarodowe zawody lekkoatletyczne dla sportowców do lat 19 organizowane w interwale dwuletnim począwszy od roku 1974.

## Edycje
| Edycja | Gospodarz       | Data               |
| ------ | --------------- | ------------------ |
| 1974   | Maracaibo       | 12–15 grudnia      |
| 1976   | Jalapa Enriques | 26–29 sierpnia     |
| 1978   | Jalapa Enriques | 25–28 sierpnia     |
| 1980   | Nassau          | 22–25 sierpnia     |
| 1982   | Bridgetown      | 23–25 lipca        |
| 1984   | San Juan        | 21–24 lipca        |
| 1986   | Meksyk          | 26–29 czerwca      |
| 1988   | Nassau          | 30 czerwca–2 lipca |
| 1990   | Hawana          | 6–8 lipca          |
| 1992   | Tegucigalpa     | 10–12 lipca        |
| 1994   | Port-of-Spain   | 8–10 lipca         |
| 1996   | San Salvador    | 14–16 lipca        |
| 1998   | George Town     | 10–12 lipca        |
| 2000   | San Juan        | 14–16 lipca        |
| 2002   | Bridgetown      | 5–7 lipca          |
| 2004   | Coatzacoalcos   | 25–27 lipca        |
| 2006   | Port-of-Spain   | 14–16 lipca        |
| 2010   | Santo Domingo   | 2–4 lipca          |
| 2012   | San Salvador    | 29 czerwca–1 lipca |
| 2014   | Gwatemala       | 4–6 lipca          |